# Liga de Autogoverno de Toda a Índia

Bandeira da Liga de Autogoverno de Toda a Índia.

A Liga de Autogoverno de Toda a Índia (em inglês: All India Home Rule League) foi uma organização política nacionalista indiana fundada em 1916 para liderar a procura nacional de autogoverno, denominado Home Rule, e obter o estatuto de um domínio dentro do Império Britânico  como foi conseguido pela Austrália, Canadá, África do Sul, Nova Zelândia e Terra Nova.